# Селл, Джордж Роджер
Джордж Роджер Селл  (англ. George Roger Sell; 7 февраля 1937 — 29 мая 2015) — американский математик, специалист в области дифференциальных уравнений, теории динамических систем и их приложений.

## Биография
Джордж Роджер Селл родился 7 февраля 1937 года в Милуоки (штат Висконсин, США). Получил степень бакалавра в 1957 году, в 1958 году получил степень магистра (Marquette University). В 1962 году получил степень доктора наук (Ph.D.) в Мичиганском университете, диссертация «Теория устойчивости и второй метод Ляпунова» написана под руководством Вилфреда Каплана (Wilfred Kaplan) и Ламберто Чезари (Lamberto Cesari).
Селл был приглашённым докладчиком на 19-м Международном конгрессе математиков в Варшаве (1983). В 1988 году он стал главным редактором журнала «Journal of Dynamics and Differential Equations». В 2012 году был избран членом Американского математического общества.

## Публикации

### Книги
- with Richard K. Miller: Volterra integral equations and topological dynamics (неопр.). — 1970. — (Memoirs of the American Mathematical Society, no. 102).
- Topological dynamics and ordinary differential equations (англ.). — 1971.
- with R. J. Sacker: Lifting properties in skew-product flows with applications to differential equations (англ.). — 1977. — (Memoirs Amer. Math. Soc., no. 190).
- with A. W. Naylor: Linear operator theory in engineering and science (англ.). — Springer, 1982. — (Applied mathematical sciences vol. 40). 2000 reprint (неопр.).
- with Ciprian Foiaș and Roger Temam: Turbulence in flows: a dynamical systems approach (англ.). — Springer-Verlag, 1993. — (IMA volumes in mathematics and its applications, vol. 55).
- with Yuncheng You: Dynamics of evolutionary equations (неопр.). — Springer, 2002. — (Applied mathematical sciences, vol. 143).

### Избранные статьи
- "A note on the fundamental theory of ordinary differential equations," Bull. Amer. Math. Soc. 70 (1964): 529–535 doi:10.1090/S0002-9904-1964-11185-X
- "Almost periodic and periodic solutions of difference equations," Bull. Amer. Math. Soc. 72 (1966): 261–265 doi:10.1090/S0002-9904-1966-11487-8
- "Nonautonomous differential equations as dynamical systems: I and II," Trans. Amer. Math. Soc. 127 (1967); I. The basic theory, 214–262 doi:10.1090/S0002-9947-1967-0212313-2; II. Limiting equations, 263–283 doi:10.1090/S0002-9947-1967-0212314-4
- with Wayne W. Schmaedeke: "The Gronwall inequality for modified Stieltjes integrals," Proc. Amer. Math. Soc. 19 (1968): 1217–1222 doi:10.1090/S0002-9939-1968-0230864-8
- with L. Markus: "Control in conservative dynamical systems. Recurrence and capture in aperiodic fields," (недоступная ссылка) J. Differential Equations 16 (1974): 472–505.
- with R. J. Sacker: "Finite extensions of minimal transformation groups," Trans. Amer. Math. Soc. 190 (1974): 429–458 doi:10.1090/S0002-9947-1974-0350715-8
- with R. J. Sacker: "A note on Anosov diffeomorphisms," Bull. Amer. Math. Soc. 80 (1974): 278–280 doi:10.1090/S0002-9904-1974-13460-9
- "A remark on an example of R. A. Johnson," Proc. Amer. Math. Soc. 82 (1981): 206–208 doi:10.1090/S0002-9939-1981-0609652-2
- with K. R. Meyer: "Melnikov transformations, Bernoulli bundles and almost periodic perturbations," Trans. Amer. Math. Soc. 314 (1989): 63–105. doi:10.1090/S0002-9947-1989-0954601-2
- with J. Mallet-Paret: "Inertial manifolds for reaction-diffusion equations in higher space dimensions," J. Amer. Math. Soc. 1 (1988): 805–866. doi:10.1090/S0894-0347-1988-0943276-7
- with G. Raugel: "Navier-Stokes equations on thin 3D domains I: Global attractors and global regularity of solutions," J. Amer. Math. Soc. 6 (1993): 503–568. doi:10.1090/S0894-0347-1993-1179539-4